# Tidens Samling
Tidens Samling i Odense er et kulturhistorisk hands-on museum for klæder, form og bolig i det 20. århundrede fra 1900 - 1990’erne. Her er det tilladt at røre de udstillede genstande, for du må sætte dig i møblerne, åbne skufferne, kigge i bøgerne og prøve tøjet.
Museet er beliggende i Kulturmaskinen, Farvergården 7, på 3. sal, mellem Brandts Passage og Pantheonsgade.

## Museets historie
Museet blev grundlagt af Annette Hage der allerede fra en tidlig alder var fascineret af at samle. Da 1960’ernes tendens til udskiftning var ved at tage overhånd søgte Annette Hage i stedet i den anden retning og begyndte at gemme.
I 1968 åbnede hun butikken BAZAR XL. Hun indså dog hurtigt, at selvom hun var glad for sin butik, var hun gladere for den store, og stadigt voksende, samling. BAZAR XLI blev derfor brugt blandt andet til at levere originale klæder og rekvisitter til en række historiske danske film.
Det fik hende imidlertid til at udleve sin drøm og åbne museet Tidens Samling i 1992. Hensigten var at skabe stemninger fra de forskellige årtier og anskueliggøre udviklingen gennem det 20. århundrede.
I dag er det Annette Hages datter, Cæcilie Ning Hage, der er museumsdirektør og fører museet videre i sin mors ånd.
Udstillingen omfatter en dagligstue fra hvert årti fra 1900'erne til 1960'erne. Dertil kommer et ungdomsværelse fra 1970'erne og endnu et ungdomsværelse fra 1980'erne. I 2018 blev udstillingen udvidet, så der nu også findes en spisestue fra 1990'erne.

## Kultur for alle
Hos Tidens Samling kan danskernes kulturarv opleves på flere niveauer. Det er både tilladt at røre ved tingene og sidde i møblerne, hvilket er en stor fordel for blinde og svagsynede. Herudover er der også installeret ledelinjer der kan lede den blinde/svagsynede gæst rundt i den permanente udstilling. Midt for hver af museets permanente 9 stuer findes et opmærksomhedsfelt, hvor gæsten har mulighed for at aktivere en audioguide.
Audioguiden tilbyder tre fortællinger til hver stue.
- En generel fortælling om det årti, stuen repræsenterer

- En dagbogsfortælling fra årtiet
- En beskrivelse af stuens indretning og stilart

Lån af audioguide for blinde og svagsynede er gratis.
I 2015 blev Tidens Samling tildelt Odense Handicapråd & Odense Kommunes Handicappris for deres tiltag af støtte til blinde og svagsynede, samt gangbesværede.

## Kultur i kulturen
Som Annette Hages originale projekt BAZAR XLI, fortsætter Tidens Samling traditionen som en del af den danske kultur - selv udover museet.
Tidens Samling leverer fortsat rekvisitter og kostumer til store danske historiske film og TV-serier som Badehotellet sæson 1-5, Mercur, Der kommer en dag, 9. April, m.fl.
Det er muligt at leje rekvisitter til brug som illustrationer i bøger, sådan som bøgerne Tilbage til... har benyttet sig af.